# Głęboczek (zniesiona osada leśna)
Głęboczek – zniesiona osada leśna w Polsce położona w województwie wielkopolskim, w powiecie poznańskim, w gminie Murowana Goślina.
Nazwę zniesiono z 2025 r.